# Formica pratensis
Formica pratensis es una especie de hormiga del género Formica, familia Formicidae. Fue descrita científicamente por Retzius en 1783.
Se distribuye por China, Georgia, Irán, Kazajistán, Kirguistán, Mongolia, Turquía, Albania, Andorra, Austria, Bielorrusia, Bélgica, Bulgaria, islas del Canal, Croacia, República Checa, Dinamarca, Estonia, Finlandia, Francia, Alemania, Grecia, Guernsey, Hungría, Italia, Letonia, Lituania, Luxemburgo, Macedonia, Moldavia, Montenegro, Países Bajos, Noruega, Polonia, Portugal, Rumania, Rusia, Serbia, Eslovaquia, Eslovenia, España, Suecia, Suiza, Ucrania y  Reino Unido. Se ha encontrado a elevaciones de hasta 2200 metros. Vive en microhábitats como nidos, montículos y  forraje.